# Polycheria antarctica
Polycheria antarctica is een vlokreeftensoort uit de familie van de Dexaminidae. De wetenschappelijke naam van de soort is voor het eerst geldig gepubliceerd in 1875 door Stebbing.